# Parupeneus chrysonemus
Parupeneus chrysonemus är en fiskart som först beskrevs av Jordan och Evermann, 1903.  Parupeneus chrysonemus ingår i släktet Parupeneus och familjen mullefiskar. Inga underarter finns listade i Catalogue of Life.